# Palais Gio Battista Spinola
Le palais Gio Battista Spinola, également connu sous le nom de palais Andrea et Gio Batta Spinola est un bâtiment situé 6 via Garibaldi dans le centre historique de Gênes, inclus le 13 juillet 2006 parmi les 42 bâtiments des Rolli de Gênes qui ont été inscrits sur la liste du patrimoine mondial de l'UNESCO.

## Histoire et description
L'endroit où se trouve le palais a été acheté aux enchères en 1551 par Constantino Gentile, qui l'a revendu le double du prix aux frères Giambattista et Andrea Spinola, qui ont commandé la construction du palais en 1563. En 1566, Andrea céda sa part à Giambattista et la construction se poursuivit rapidement, de sorte qu'en 1567 le palais était presque achevé.
Jusqu'en 1968, Giovan Battista Castello était considéré comme le principal architecte. En 1968, cependant, il a été documenté que Bernardino Cantone était l'architecte et le directeur des travaux, tandis que la cheminée de l'étage noble et la cour intérieure ont été conçues par Castello,,.
Le bâtiment a subi des transformations considérables entre les XVIIe et XVIIIe siècles, lorsqu'il a été surélevé d'un étage et que la façade a été remaniée, à la suite des graves dommages subis lors du bombardement de Gênes par la flotte française en 1684. A cette occasion, la façade reçut son décor de stuc actuel, avec des paires de pilastres entrecoupées d'axes de fenêtres.
En 1723, le palais est acheté par la famille Doria.
Dans l'atrium se trouve une grande lanterne suspendue couronnée par l'aigle héraldique, emblème de la famille Doria. De là, on atteint la cour à colonnades puis le petit mais joli jardin suspendu,.

### Intérieur
L'intérieur présente une riche décoration réalisée en grande partie par l'atelier des Semini. Les fresques de la voûte de la salle de l'étage noble reflètent le désir de célébrer la dynastie Spinola, représentant L'ambassade d'Oberto Spinola et de Frédéric Barberousse et d'autres événements liés à la famille. Dans une salle, Andrea et Ottavio Semini représentent les thèmes mythologiques habituels, tels que les amours des dieux, privilégiés par le client génois : Jupiter et Daphné, Neptune et Proserpine, Vénus et Adonis, Jeunes filles et Europe, Jupiter et Antiope.
Une salle au rez-de-chaussée présente un intérêt particulier, qui en plus de la voûte décorée de fresques du XVIe siècle par Luca Cambiaso avec la Chute de Phaéton et d'autres épisodes d'audace punie comme la Chute d'Icare, présente des stucs du XVIIIe siècle de style rococo et du mobilier précieux. La cheminée monumentale en marbre du XVIe siècle de style maniériste domine la salle, tandis que cinq tapisseries flamandes de la fin du XVIe siècle avec des Histoires d'Abraham sont accrochées aux murs.
Dans un salon de l'étage noble, l'importante galerie de tableaux créée par la famille Doria, est encore visible dans son agencement du XVIIIe siècle.

## Galerie d'images

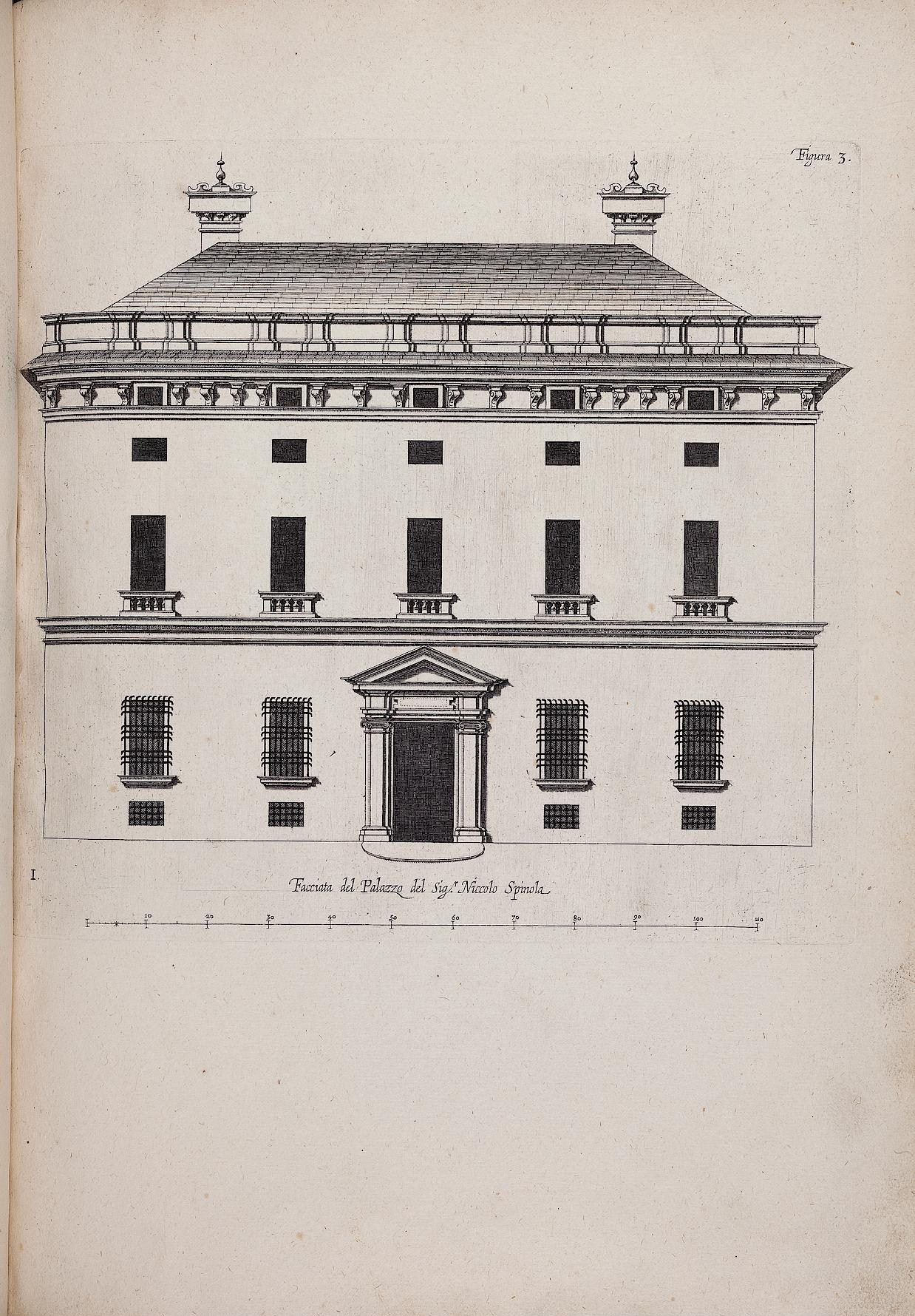
I Palazzi di Genova de Rubens, la façade du XVIe siècle du bâtiment
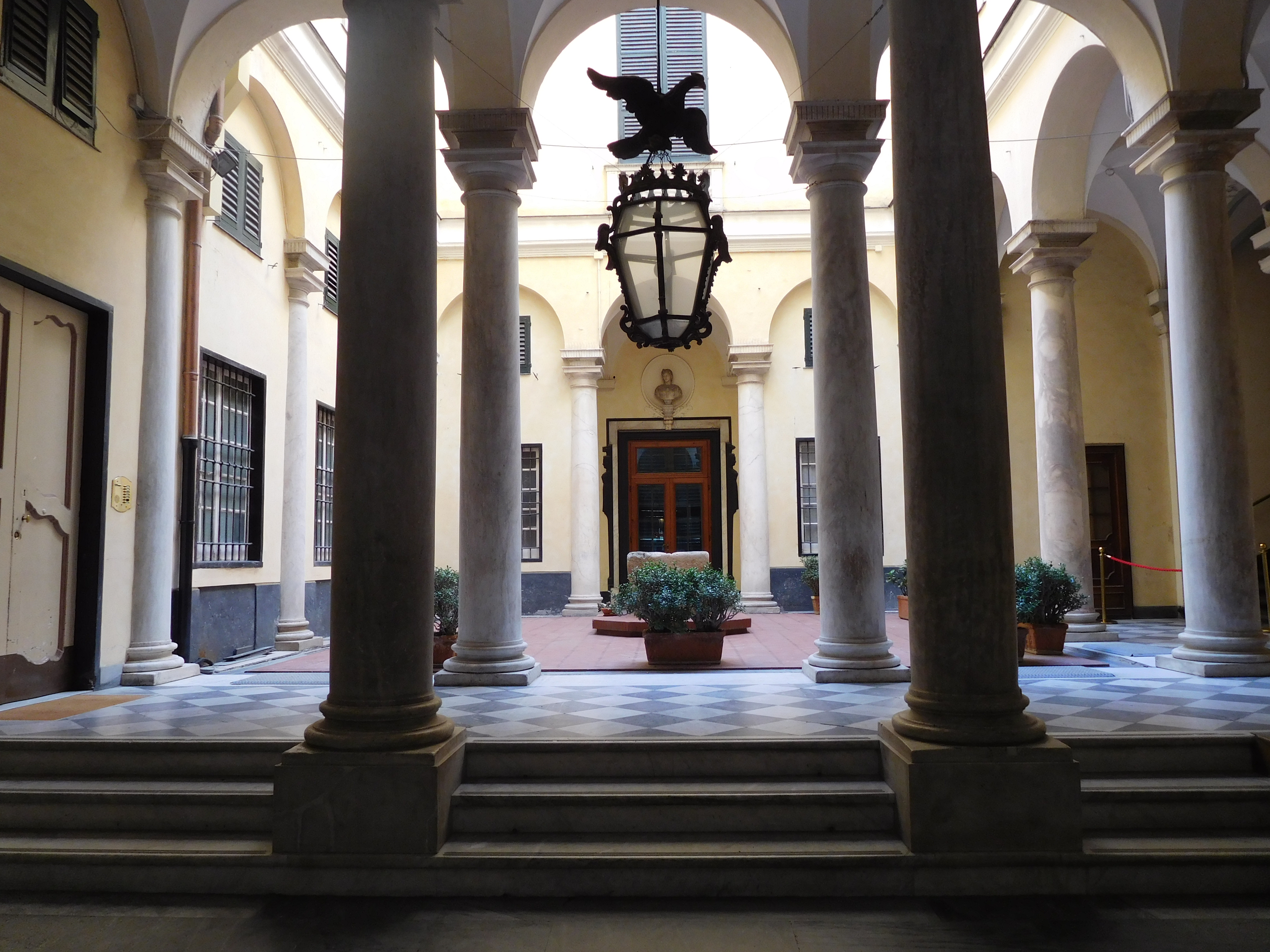
Cour
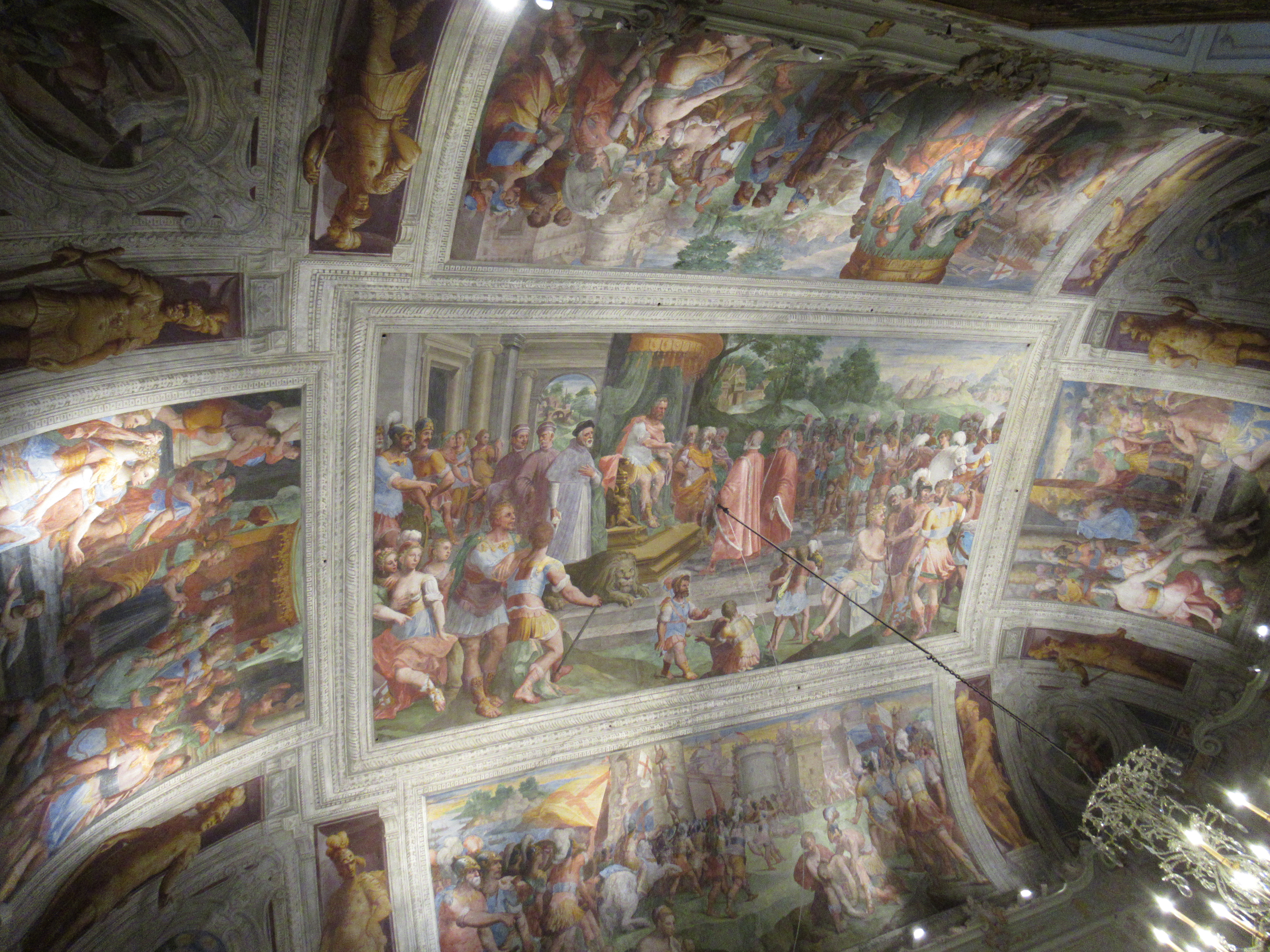
Atelier des Semini, voûte de la halle, Entreprises de la famille Spinola
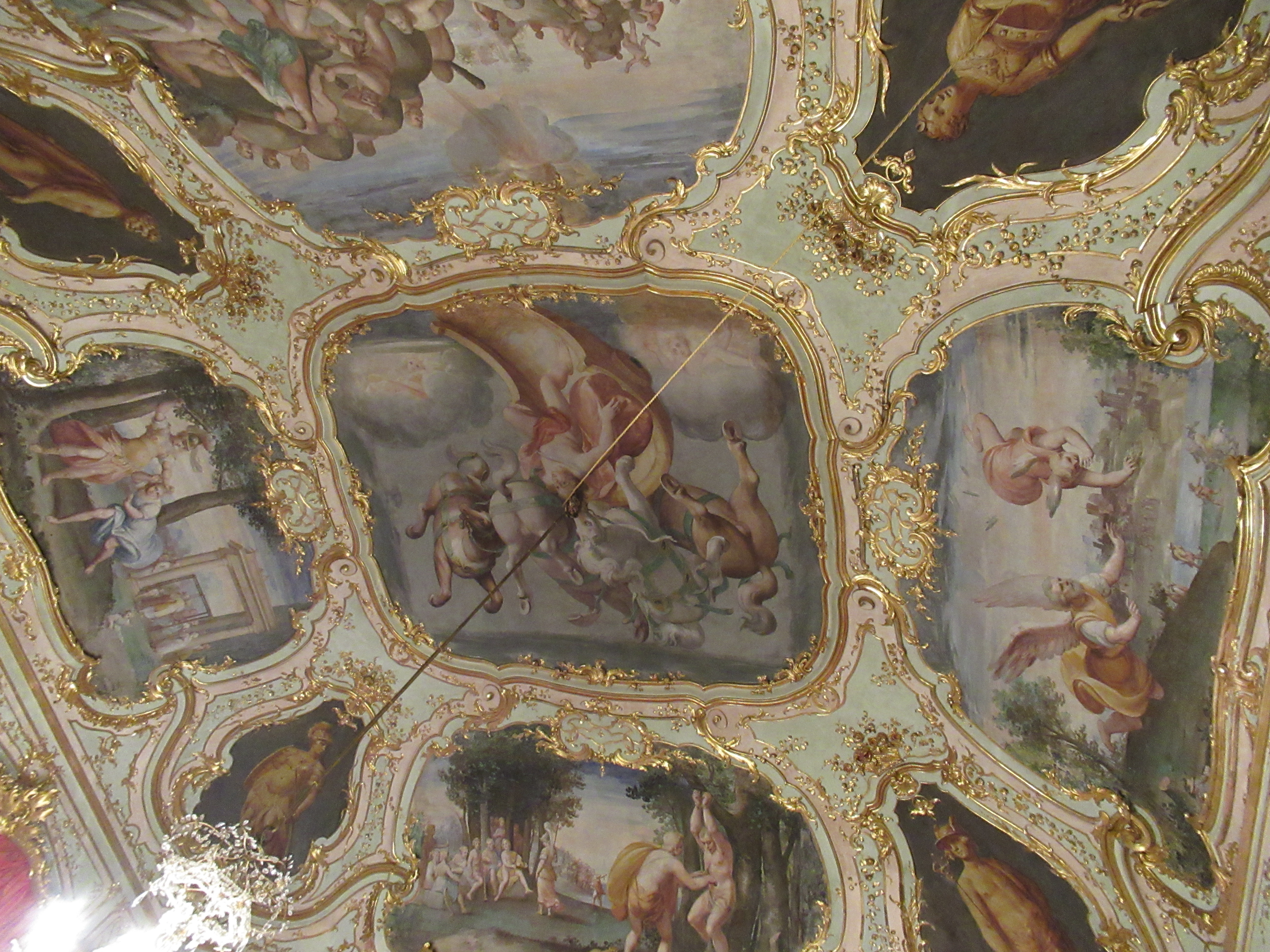
Voûte décorée de fresques par Luca Cambiaso avec des épisodes d'orgueil puni